# Gemini Man
Pour plus de détails, voir Fiche technique et Distribution.
Gemini Man, ou L'Homme Gémeau au Québec, est un film de science-fiction américain réalisé par Ang Lee, sorti en 2019.
Ancien militaire, Henry Brogan est un tueur à gages avec une solide réputation de sniper. Il travaille pour une agence gouvernementale de renseignement américaine, la DIA. Après un contrat à Liège en Belgique, il décide de prendre sa retraite dans l'État de Géorgie, mais il découvre que la cible de son dernier contrat n'était pas celle qu'il pensait. Les employeurs de Henry veulent le faire disparaître et Clay Varris, directeur de GEMINI, envoie à ses trousses le seul homme capable de le tuer : son clone, plus jeune de trente ans et élevé par Clay lui-même.

## Synopsis
Henry Brogan, tireur d'élite, attend dans un champ pour éliminer sa cible, Valery Dormov, suspecté de terrorisme. Lorsque Dormov passe dans un train, Henry doit attendre qu'une petite fille sorte de son viseur avant de tirer. Il tue Dormov d'une balle dans le cou. 
Henry décide de prendre sa retraite après cette mission et exprime à son responsable, Del Patterson, ses regrets pour toutes les vies qu'il a prises, tourmenté par l'idée qu'une erreur aurait pu coûter la vie à l'enfant présente sur les lieux de sa dernière mission.
Henry loue un bateau et rencontre Danielle Zakarweski, nouvelle employée du magasin de location, avant de retrouver son ami Jack Willis. Ce dernier lui révèle que Dormov n’était pas un terroriste, mais un biologiste moléculaire innocent, et que le dossier de Henry aurait pu être manipulé. Jack tient cette information d’un informateur à Budapest, Yuri Kovacs. Cette conversation est espionnée par Janet Lassiter, directrice de la DIA, et Clay Varris, directeur de GEMINI. Clay ordonne à Lassiter d’éliminer Henry.
Henry, soupçonnant Danny de travailler pour le DIA, la confronte. Elle nie d'abord, puis confirme être une agente de la DIA. Henry lui explique les  raisons de sa retraite. Mais Jack et sa petite amie sont tués, et Henry est attaqué chez lui. Il parvient à neutraliser ses assaillants avant de prévenir Danny qu’elle pourrait être la prochaine cible. Elle vainc le mercenaire qui l'attaque et obtient de lui la confirmation que Lassiter est derrière ces tentatives d’assassinat.
Henry et Danny fuient sur un bateau avant de faire appel à Baron, un ami pilote. Henry découvre grâce à Dany que GEMINI est une organisation paramilitaire dirigée par Clay, spécialisée dans l'élimination discrète de cibles spécifiques, et qui, en collaboration avec la DIA, élimine ses agents. Henry réalise que Dormov travaillait pour GEMINI. 
Le trio se rend dans un hôtel de Carthagène où Henry repère un tireur sur les toits voisins. Cet homme, surnommé Junior, lui ressemble étrangement et possède les mêmes compétences. Dans une course-poursuite en moto, Junior tente de tuer Henry avant de s'enfuir lorsque les autorités arrivent ; de retour à sa planque, il  est soigné par Clay, qui le considère comme son fils. Junior est perplexe devant les capacités de Henry. Danny révèle à Henry, grâce à une analyse ADN, que Junior est son clone.
À Budapest, ils rencontrent Yuri, qui leur explique que Dormov participait à un projet de clonage pour GEMINI : Clay souhaitait créer des soldats sans conscience ni douleur, mais Dormov, refusant de continuer, a été éliminé. Henry menace Lassiter de représailles si elle tente à nouveau de le tuer. Un accord est conclu pour que Junior vienne à Budapest, où il rencontre Danny. Elle  tente de le persuader qu’il n'est pas dénué d'empathie.
Henry et Junior se battent, le premier essayant de convaincre le second qu'il ne veut pas le tuer, mais qu'il le fera si nécessaire. Il révèle à son clone sa véritable identité et la raison de son existence. Junior, sceptique, attaque Henry, mais s'enfuit après une intervention de Danny. Il confronte son "père" Clay, qui lui avoue la vérité tout en voulant le convaincre qu'il est supérieur à Henry.
Junior retrouve Henry, Danny et Baron. Il blesse le premier avec du venin d'abeille auquel ils sont allergiques, mais lui administre rapidement un antivenin. Le jeune homme a décidé de changer de camp pour arrêter Clay. Leur véhicule est attaqué dans une embuscade, qui tue Baron. Les trois autres parviennent à éliminer les soldats de GEMINI, mais un nouveau clone de Henry, en armure, les confronte. Henry et Junior le neutralisent et se retrouvent face à Clay, vaincu, qui justifie ses actes en affirmant vouloir réduire les pertes humaines dans les guerres par l'utilisation de clones d'Henry. Dégoûté, Junior pointe son arme sur Clay, mais Henry l'épargne et l’empêche de tirer, pour lui éviter le traumatisme lié au meurtre, et tue Clay lui-même.
Le programme GEMINI est démantelé. Henry, Danny, et Junior, étudiant désormais sous le nom de « Jackson Brogan », se retrouvent sur un campus universitaire, au début d'une nouvelle vie pour ce dernier.

## Fiche technique
- Titre original et français : Gemini Man
- Titre au Québec : L'Homme Gémeau[1]
- Réalisation : Ang Lee
- Scénario : David Benioff, Billy Ray et Darren Lemke, d'après une histoire de David Benioff et Darren Lemke
- Musique : Lorne Balfe
- Direction artistique : Guy Hendrix Dyas
- Décors : John Collins, Robert Cowper, Bence Erdelyi, Karl Probert, Gergely Rieger, Lissette Schettini et Diana Trujillo
- Costumes : Suttirat Anne Larlarb
- Photographie : Dion Beebe
- Montage : Tim Squyres
- Production : Jerry Bruckheimer, David Ellison, Dana Goldberg et Don Granger
- Sociétés de production : Skydance Productions, Jerry Bruckheimer Films, Fosun Pictures et Alibaba Pictures
- Société de distribution : Paramount Pictures
- Budget : 138 millions de dollars
- Pays de production :  États-Unis
- Langue originale : anglais
- Format : couleur
- Genre : science-fiction et action
- Durée : 117 minutes
- Dates de sortie :
  - France : 2 octobre 2019
  - États-Unis : 11 octobre 2019

## Distribution
- Will Smith (VF : Lucien Jean-Baptiste ; VQ : Pierre Auger) : Henry Brogan / Jackson Brogan / Junior (son visage rajeuni)
- Mary Elizabeth Winstead (VF : Ingrid Donnadieu ; VQ : Geneviève Désilets) : Danielle « Danny » Zakarewski
- Clive Owen (VF : Julien Kramer ; VQ : Daniel Picard) : Clayton « Clay » Varris
- Benedict Wong (VF : Enrique Carballido ; VQ : Pierre-Étienne Rouillard) : Baron
- Linda Emond (VF : Josiane Pinson ; VQ : Claudine Chatel) : Lassiter
- Ralph Brown (VF : Féodor Atkine ; VQ : Jean-Luc Montminy) : Del Patterson
- E. J. Bonilla (VF : Gauthier Battoue) : Marino
- Ilia Volok (VF : Miglen Mirtchev ; VQ : François Trudel) : Yuri Kovacks
- Douglas Hodge (VF : Serge Biavan) : Jack Willis

- Version française
  - Studio de doublage : Les Studios de Saint-Ouen[2]
  - Direction artistique : José Luccioni
  - Adaptation : Franck Hervé

Sources et légende : version française (VF) sur RS Doublage version québécoise(VQ) sur Doublage.qc.ca

## Production

### Développement
Gemini Man est initialement écrit par Darren Lemke et développé par Walt Disney Pictures et Jerry Bruckheimer en 1997. Tony Scott et Curtis Hanson sont alors envisagés comme réalisateurs. À cette époque, le département d'animation et d'effets visuels de Disney aujourd'hui fermé, The Secret Lab, développe un test nommé Human Face Project, pour créer les effets numériques propres à rajeunir l'acteur principal. Le projet ne se concrétise finalement pas.
En 2016, Skydance Media acquiert les droits du script alors que Jerry Bruckheimer reste attaché au projet. Ang Lee est ensuite choisi par Paramount Pictures et Skydance.

### Attribution des rôles
Durant les années de développement du projet, de nombreux acteurs ont été envisagés. L'idée de départ était d'engager deux acteurs pour le rôle, avec un plus âgé et un plus jeune. Les noms d'Harrison Ford et Chris O'Donnell avaient ainsi été évoqués dans les années 1990. Lorsque l'idée d'un seul et même acteur est privilégiée, on pense à Clint Eastwood et Mel Gibson. Will Smith est finalement annoncé en mai 2017.
En janvier 2018, Clive Owen et Mary Elizabeth Winstead rejoignent la distribution,. En février 2018, alors que le tournage a débuté, Benedict Wong obtient à son tour un rôle.

### Tournage
Le tournage débute le 27 février 2018 à Savannah dans l'État de Géorgie. Des scènes sont ensuite tournées à Carthagène en Colombie,.
La scène d'ouverture est tournée à Liège en Belgique dans la gare des Guillemins.
Le tournage se poursuit en mai 2018 dans les thermes Széchenyi à Budapest en Hongrie.
Pour les scènes où Henry fait face à son clone,  un acteur à la corpulence proche de celle de Will Smith jeune, en l'occurrence Victor Hugo, lui fait face, portant le visage rajeuni de Will gràce à une technique de superposition .
Ang Lee a tourné en High Frame Rate avec 120 images par seconde comme pour son précédent film Un jour dans la vie de Billy Lynn.

## Accueil

### Accueil critique
En France, le site Allociné propose une moyenne de 3/5 à partir de l'interprétation des critiques de presse recensées.
Le Figaro est du même avis et dit que « Le cinéaste taïwanais en fait un film d'action élégant, léché, qui porte son empreinte jusque dans le moindre plan, notamment grâce à une 3D haute résolution innovante. »
Le Point n'aime pas beaucoup et dit que le principal problème de ce film est que « l'on ne marche que très moyennement dans ce récit abracadabrantesque, qui fait bien peu de cas d'explications et de contextualisation de la percée scientifique pourtant révolutionnaire représentée par la création d'un clone humain, expédiée en une phrase ou deux. »

### Box-office
| Pays ou région    | Box-office      | Date d'arrêt du box-office | Nombre de semaines |
| ----------------- | --------------- | -------------------------- | ------------------ |
| États-Unis Canada | 48 546 770 $    | 1er décembre 2019          | 8                  |
| France            | 922 507 entrées | 26 novembre 2019           | 8                  |
| Total mondial     | 173 469 516 $   | -                          | -                  |

## Autour du film
En octobre 2012, le réalisateur Joe Carnahan avait réalisé une fausse bande annonce de Gemini Man, alors que le projet était à l'époque à l'arrêt, avec des images de films avec Clint Eastwood.